# Vexilla regis

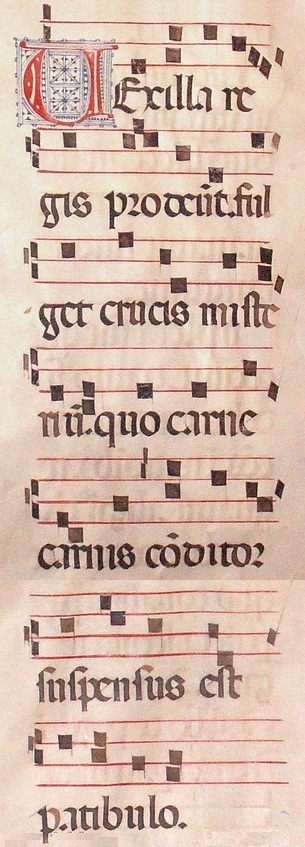
Vexilla regis prodeunt

Vexilla regis prodeunt ist ein lateinischer Hymnus auf das Kreuz Jesu Christi, den Venantius Fortunatus (ca. 530–609) verfasste. Text und Melodie sind weltbekannt. Der Hymnus gilt als ein herausragendes Beispiel der christlichen lateinischen Hymnodie.

## Metrik
Der Text folgt den Regeln des jambischen Versmaßes der lateinischen Metrik. Er wird wie ein jambisches Gedicht rezitiert. Im Hymnus Vexilla regis hat jeder Vers zwei Metra, ist also ein Dimeter. Jedes der beiden Metra besteht aus zwei Versfüßen, wobei hier der erste entweder ein Jambus (υ –) oder Spondeus (– –), der zweite aber immer ein Jambus ist. Da der Vers insgesamt aus vier Füßen besteht, wird er auch Quaternarius genannt.

## Metrisierung und Text des Hymnus
Im Folgenden wird der lateinische Text vorgestellt. Um ihn leichter singen oder rezitieren zu können, sind Vokale, die gemäß den Elisionsregeln der klassischen Verslehre beim Aneinandertreffen von zwei Vokalen an Wortgrenzen elidieren, das heißt nicht ausgesprochen werden dürfen, in eckige Klammern gesetzt. Beim ersten Wort „pretium“ im zweiten Vers der sechsten Strophe sollte man das „i“ konsonantisch sprechen. Man dürfte aber auch „pre-zi-um“ sagen und somit den Vers mit einem Anapäst (υ υ –) beginnen lassen; auch das entspräche den Regeln des jambischen Versmaßes.
| Metrisierung             | Hymnus in Honore sanctae crucis                                                                        | Hymnus zu Ehren des heiligen Kreuzes (Übersetzung) |
| ------------------------ | --- | --- |
| —◡—◡— ◡—◡— ◡—◡— ◡—◡—     | Vexilla regis prodeunt, fulget crucis mysterium, quo carne carnis conditor suspensus est patibulo.     | Die Standarten des Königs treten vor; es blitzt des Kreuzes Geheimnis, eines Marterholzes, an dem des Fleisches Gründer am Fleisch ist aufgehängt worden! |
| —◡—◡ —◡—◡ —◡—◡— ◡—◡      | Confixa clavis viscera tendens manus, vestigia redemptionis gratia hic immolata [e]st hostia.          | Den Leib mit Nägeln angeheftet, die Hände und die Füße ausgestreckt, ward, um der Erlösung willen, hier das Opferlamm geopfert.                           |
| —◡—◡—◡— ◡—◡—◡— ◡—◡ —◡—◡  | Quo vulneratus insuper mucrone diro lanceae, ut nos lavaret crimine, manavit und[a] et sanguine.       | Wo er überdies verwundet war von der grausamen Spitze der Lanze, troff er, um uns von unserer Schuld zu waschen, von Wasser und Blut.                     |
| —◡—◡— ◡—◡—◡ —k—◡—◡— ◡—◡— | Impleta sunt, quae concinit David fideli carmine dicendo nationibus: Regnavit a ligno Deus.            | Erfüllt ward, was verkündet hat David in verlässlichem Gesang, als er den Völkern sagte: Es herrscht vom Holze herab Gott.                                |
| —◡—◡ —◡—◡ —◡—◡ —◡—◡—◡    | Arbor decor[a] et fulgida, ornata regis purpura, electa digno stipite tam sancta membra tangere.       | Du schöner, blitzender Baum, geschmückt mit des Königs Purpur, erwählt von dem Spross, der würdig war, solch heilige Glieder zu berühren.                 |
| ◡—◡—◡— ◡—◡— ◡—◡— ◡—◡—◡—  | Beata, cuius brachiis pretium pependit saeculi, statera facta [e]st corporis praedam tulitque tartari. | Seliger Baum, an dessen Ästen das Lösegeld der Welt hing, und der, zur Waage des Körpers gemacht, die Beute des Tartarus wegtrug.                         |
| —◡—◡—◡ —◡—◡—◡ —◡—◡— ◡—◡— | Fundis aroma cortice, vincis sapore nectare, iucunda fructu fertili plaudis triumpho nobili.           | Du verströmst Wohlgeruch aus deiner Rinde, übertriffst Nektar an Süße, lieblich durch deine fruchtbringende Frucht spendest du Beifall edlem Triumph.     |
| —◡—◡— ◡—◡— ◡—◡— ◡—◡—     | Salv[e], ara, salve, victima, de passionis gloria, qua vita mortem pertulit et morte vitam reddidit.   | Sei gegrüßt, Altar, sei gegrüßt, Opferlamm aus des Leidens Ruhm, in dem das Leben den Tod ertrug und durch den Tod das Leben wiedergab.                   |

Hinweise:
- — lange Silbe; ◡ kurze Silbe; k Vokalkürzung; × eigentlich kurz, aber lang gebraucht
- Eckig eingeklammerte Vokale elidieren, d. h., sie werden nicht ausgesprochen.

## Liturgische Verwendung
In der Liturgie (Liber Usualis, Graduale Romanum) gab es Änderungen sowie Streichungen einiger Strophen. Dafür gibt es liturgisch hinzugefügte Strophen. Es folgt die metrisch korrekte Version derselben:
| Metrisierung              | Liturgische Ergänzungen                                                                                     | Übersetzung |
| ------------------------- | --- | --- |
| —◡—◡× —◡—◡× ◡—◡—◡× ◡—◡—◡× | O crux, ave, spes unica hoc passionis tempore piis adauge gratiam, reisque dele crimina.                    | Sei gegrüßt, o Kreuz, du einzige Hoffnung in dieser Leidenszeit! Den Frommen vermehre die Gnade und den Angeklagten tilge die Vergehen! |
| —◡—◡— ◡—◡× ◡—◡—◡× —◡—◡—◡× | Te, fons salutis Trinitas, collaudet omnis spiritus: Quibus crucis victoriam largiris, adde praemium. Amen. | Dich, Quell des Heils, Dreifaltigkeit, lobe jeglicher Geist: Denen, die du mit des Kreuzes Sieg beschenkst, füg hinzu deinen Lohn.      |

Der Hymnus Vexilla regis wird im Stundengebet vom Palmsonntag bis zum Karsamstag zur Vesper  gesungen, früher auch am Passionssonntag. Ebenso wird er am Hochfest Kreuzerhöhung genommen. Er wird nur noch selten als Prozessionshymnus verwendet. Bis zur Reform der Karwochenliturgie 1955 war der Hymnus für den Karfreitag vorgesehen, wenn das Allerheiligste zum Hochaltar gebracht wurde.
In mehreren Regionalanhängen des Gotteslob (1975) findet sich die deutsche Übertragung von Peter Soemer Des Königs Banner wallt empor (z. B. Aachen Nr. 862, Osnabrück Nr. 864). Das Gotteslob (2013) enthält unter Nr. 299 die Nachdichtung Der König siegt, sein Banner glänzt aus dem römischen Stundenbuch von 1978; die Melodieⓘ (Münster 1846) ist eine vereinfachte Version der gregorianischen Singweise.

### Textanalyse
Ein Vexillum regis ist ein Königsbanner; das Symbol deutet auf die Königsherrschaft Christi hin.

### Historischer Hintergrund
Der Hymnus wurde das erste Mal am 19. November 569 in Poitiers als Prozessionshymnus gesungen. Damals wurde die Kreuzreliquie von dem byzantinischen Kaiser Justin II. auf Bitten der hl. Radegundis feierlich in das Kloster La Sainte-Croix übertragen.

## Vertonungen

### Die gregorianische Vertonung
Die in der Liturgie vorherrschende Vertonung ist die im Graduale Romanum und Liber Usualis notierte gregorianische. Sie wird von den gregorianischen Schulen, etwa der Schola Gregoriana Mediolanensis in Mailand, gepflegt. Auch Maria Carta folgt dieser Melodie,  singt sie aber in sardischer Sprache.

### Mehrstimmige Vertonungen
Mehrstimmige Vertonungen existieren von Guillaume Du Fay (für dreistimmigen Chor), Franz Liszt, Anton Bruckner (für vierstimmigen gemischten Chor, WAB 51) und Rihards Dubra.
Franz Liszt verwendet drei Strophen in seinem Spätwerk Via Crucis.